# Zrzeszeńcy
Zrzeszeńcy, niekiedy także Zrzeszińcy lub Zrzeszowcy, po kaszubsku Zrzëszińcë – potoczne określenie członków Zrzeszenia Regionalnego Kaszubów w Kartuzach oraz autorów publikujących na łamach ich organu prasowego Zrzësz Kaszëbskô. Termin stosowany w kaszubskim literaturoznawstwie, opracowaniach historycznych i publicystyce.

## Historia
Po II wojnie światowej wznowienie oficjalnej aktywności Zrzeszeńców okazało się niemożliwe z powodu komunistycznych represji, stąd nazwa ta zaczęła odnosić się do nieformalnego kręgu towarzysko-literacko-ideologicznego, wzmocnionego także więzami rodzinnymi. Spajało go przekonanie, że kaszubszczyzna nie jest gwarą języka polskiego, co głosiło ówczesne językoznawstwo polskie częściowo podporządkowane pryncypiom politycznym, ale samodzielnym językiem słowiańskim. Ponadto Zrzeszeńcy twierdzili, że Kaszubi są samodzielnym narodem słowiańskim, który państwo polskie brutalnie asymiluje, dopuszczając jedynie folklorystyczne, koncesjonowane formy aktywności.
Niektórzy Zrzeszeńcy znaleźli się w gronie członków założycieli Zrzeszenia Kaszubskiego, ale z powodu swojej bezkompromisowości zostali zepchnięci jego na margines. Inni nie angażowali się w prace tej organizacji, twierdząc, że jest ona infiltrowana przez UB. Zarzut ten częściowo się potwierdził w ostatnich latach w wyniku badań dr Aliny Paczoskiej z IPN. Przy okazji wyszło jednak na jaw, że do osób najsilniej rozpracowywanych przez UB, a następnie SB, należeli sami Zrzeszeńcy.
Po roku 1989 wśród Kaszubów nastąpiła rewitalizacja dorobku Zrzeszeńców, nie tylko w wymiarze literackim, ale i ideowym.

## Pisarze związani z grupą Zrzeszeńców
Na podstawie źródła
- Stefan Bieszk
- Franciszek Grucza
- Aleksander Labuda
- Jan Rompski
- Jan Trepczyk